# Informacijsko-komunikacijska tehnologija
Informacijsko-komunikacijska tehnologija (IKT) je področje elektrotehnike in znanstvena veda, ki se nanaša na izdelke in prakse, ki se uporabljajo za prenos, shranjevanje, zapisovanje in druge vrste obdelav informacij. V sodobnih časih pa se IKT nanašajo predvsem na informacijsko-komunikacijske tehnologije, ki so se razvile iz telekomunikacijske in računalniške industrije. Informacijsko komunikacijske tehnologije so področje, ki se najhitreje spreminja in ki je konec 20. ter v začetku 21. stoletja doživelo najhitrejši razvoj in popolnoma preobrazilo družbo. Informacijsko komunikacijske tehnologije so danes prisotne na vseh področjih življenja in obsegajo področji računalništva in telekomunikacij, ki se zaradi izjemno hitrega napredka vedno bolj zlivata. Informacijsko komunikacijske tehnologije so danes zavzele pomembno centralno mesto v vseh tehnoloških sistemih in so v središču
človekovega delovanja na vseh področjih.
Pojem IKT pa zajema tudi širši nabor izdelkov na področju telefonije, bibliotekarstva in drugih praks o filmih, faksih, revijah, člankih... Na področju IKT prevladujejo tehnološki dosežki, brez katerih si sodobnega načina življenja
ne moremo predstavljati: radio, televizija, internet, ter fiksno in mobilna telefonija. IKT tako obsegajo shranjevanje in obdelavo podatkov ter prenos informacij preko brezvrvičnih in vrvičnih zvez, obsegajoč bakreno in optično infrastrukturo. Novosti na tem področju popolnoma spreminjajo delo, učenje in zabavo v sodobni družbi. Navidezna in nadgrajena resničnost, kognitivni radio, internet stvari, komunikacija stroj-stroj, satelitske komunikacije in mobilna omrežja 5. generacije (5G) predstavljajo le nekaj primerov tehnologij, ki zahtevajo nova inženirska znanja.
IKT so vključene v vse segmente sodobne družbe in njenih dejavnosti.  Ko odpovejo komunikacije, se svet tako rekoč ustavi. Zato potrebe po strokovnjakih s področja IKT stalno naraščajo. Potrebni so v vseh panogah gospodarstva
in jih zato na celotnem področju EU močno primanjkuje. Razvoj informacijskih in komunikacijskih tehnologij je ključnega pomena za konkurenčnost Evrope v današnjem vse bolj digitalnem globalnem gospodarstvu. Ključne naloge Evrope so: razširitev uvajanja širokopasovnih povezav in omrežij z visoko hitrostjo, razvoj izdelkov in storitev IKT ter e-trgovanja, krepitev aplikacij IKT za e-vlado, e-učenje, e-vključenost, e-kulturo in e-zdravstvo. 
Področje IKT obsega znanja, potrebna za prenos, obdelavo, shranjevanje in dostop do informacij v elektronski obliki. Zaposlitve za strokovnjake IKT pa ne ponujajo le velika
imena računalništva in telekomunikacij. Samostojne strokovnjake za informacijsko komunikacijsko podporo danes potrebujejo vsa napredna podjetja ne glede na njihovo osnovno dejavnost.  
Ekonomija masovne proizvodnje je preproste informacijsko komunikacijske naprave naredila cenene in zanesljive za prenos informacijskih signalov najboljše kakovosti z najmanjšo porabo moči in pasovne širine. V prihodnosti
bomo priča razvoju in izgradnji novih radijskih in optičnih sistemov, ki bodo uporabnikom prinesli več Gbit/s in bodo pokrivali celoten planet.

## Zgodovinski razvoj izraza IKT
Pojem izvira iz začetka osemdesetih let dvajsetega stoletja, ko se je začela digitalizacija telefonskih omrežij, informacijska tehnologija pa se je uporabljala tako v digitalnih terminalih omrežja kot v lokalnih in javnih prenosnih omrežjih. Pojavile so se storitve, kot so teletekst, besedilo na zaslonu in namenska podatkovna omrežja, kot sta Datex-L in Datex-P. Razvila se je ideja, da bi prvotno povsem različne panoge, na eni strani informacijske tehnologije, ki so se takrat ukvarjale predvsem z velikimi in pisarniškimi računalniki ter komunikacijska tehnologija na drugi strani, ki se je v glavnem ukvarjala s telefonskim omrežjem, rasle skupaj.
Od devetdesetih let dvajsetega stoletja se je na obeh področjih razvila hitro rastoča diverzifikacija, katere konca še ni na vidiku. Osnovne tehnologije niso pokrile le teh področij, ampak so tudi v številnih drugih panogah (od vozil do gradbenih tehnologij) še vedno naraščale.
Od leta 2000 se izraz „IKT“ širi zaradi široke uporabe interneta in osrednje vloge storitev, ki temeljijo na IP v IT (kot omrežja IP) in vse bolj v komunikacijski tehnologiji (kot IP telefonija) v politiki, upravljanju in še posebej v istoimenski industriji.
Informacijsko-komunikacijska tehnologija je tako opredeljena kot splošni izraz, ki vključuje kateri koli komunikacijski instrument ali aplikacijo, vključno z radiem, televizijo, mobilnimi telefoni (mobilnimi telefoni), strojno in programsko opremo za računalnike in omrežja, satelitske sisteme itd. 
Po letu 2020 se informacijsko-komunikacijske tehnologije širijo na področje kvantnih tehnologij in se preoblikujejo v širše področje kvantnih informacijsko-komunikacijske tehnologij (Quantum Information and Communication Technology, QIKT), ki za prenos, shranjevanje, obdelavo in druge informacijske manipulacije uporabljajo kvantne delce, kvantne protokole in kvantne algoritme.  

## Razvoj tehnoloških zmogljivosti
Svetovna tehnološka zmogljivost shranjevanja informacij se je v letu 1986 povečala z 2,6 (optimalno stisnjenih) eksebajtov na 15,8 leta 1993, nad 54,5 v letu 2000, na 295 (optimalno stisnjenih) ekstrabajtov v letu 2007 in na približno 5 zetta bajtov v letu 2014. To je informacijski ekvivalent 1,25 zloženih CD-ROM-ov od zemlje do Lune v letu 2007 in ekvivalent 4.500 natisnjenih knjig od zemlje do sonca v letu 2014. Svetovna tehnološka zmogljivost sprejemanja informacij enosmerno oddajnih omrežij je bila leta 1986 432 ekbajtov (optimalno stisnjenih) informacij, leta 1993 715 (optimalno stisnjenih) ekstrabajtov, leta 2000 1,2 (optimalno stisnjenih) zettabajtov in leta 2007 1,9 zettabajtov. Učinkovita svetovna zmogljivost za izmenjavo informacij prek dvosmernih telekomunikacijskih omrežij je bila leta 1986 281 petabajtov (optimalno stisnjenih) informacij, leta 1993 471 petabajtov, leta 2000 2,2 (optimalno stisnjen), 65 (optimalno stisnjenih) ekbabajtov v letu 2007, leta 2007 65 (optimalno stisnjeno). ] in približno 100 eksebajtov v letu 2014. Svetovna tehnološka zmogljivost za računanje informacij s človeško vodenimi računalniki splošnega namena je narasla s 3,0 × 10 ^ 8 MIPS leta 1986 na 6,4 x 10 ^ 12 MIPS v letu 2007.

## Monetizacija
Denar, porabljen za IKT po vsem svetu, je bil leta 2017 ocenjen na 3,8 bilijona ameriških dolarjev, od leta 2009 pa narašča na manj kot 5% na leto. Ocenjuje se, da bo celotna IKT v letu 2018 znašala 5%. Največja 16-odstotna rast se pričakuje na področju novih tehnologij (IoT, Robotika, AR / VR in AI). 
Proračunski proračun ameriške zvezne vlade za leto 2014 je znašal skoraj 82 milijard dolarjev. Stroški IT, kot odstotek korporativnega prihodka, so od leta 2002 narasli za 50%, kar je obremenilo proračune za IT. Pri pregledu IT-jev trenutnih podjetij 75% predstavljajo ponavljajoči se stroški, ki se uporabljajo za "prižiganje luči" v IT-oddelku, 25% pa stroškov novih pobud za razvoj tehnologije. 
Povprečni proračun za IT ima naslednjo razčlenitev: 
- 31 % stroški osebja (interni)
- 29 % stroški programske opreme (zunanja / nakupna kategorija)
- 26 % strojne opreme (zunanja / nakupna kategorija)
- 14 % stroški zunanjih ponudnikov storitev (zunanji / storitve).

Predvidena ocena denarja, namenjenga za IT namene leta 2022, je nekaj več kot 6 bilijonov ameriških dolarjev.

## IKT sektor v OECD
Sledi seznam držav OECD po dodani vrednosti sektorja in podsektorjev IKT v letu 2015. Vrednosti so izražene kot odstotek skupne dodane vrednosti v tekočih cenah-
|    | Država              | Proizvodni sektor IKT | Izdaja programske opreme | Telekomunikacije | IT in druge informacijske storitve |
| -- | ------------------- | --------------------- | ------------------------ | ---------------- | ---------------------------------- |
| 1  | Južna Koreja        | 7,18                  | /                        | 1,26             | 1,91                               |
| 2  | Švedska             | 2,44                  | 0,44                     | 1,24             | 3,19                               |
| 3  | Finska              | 2,22                  | 0,15                     | 1,18             | 3,35                               |
| 4  | ZDA                 | 1,59                  | 0,66                     | 1,68             | 2,11                               |
| 5  | Estonia             | 0,78                  | 0,02                     | 1,84             | 3,36                               |
| 6  | Japonska            | 1,74                  | /                        | 1,82             | 2,41                               |
| 7  | Češka               | 1,53                  | 0,28                     | 1,38             | 2,68                               |
| 8  | Madžarska           | 1,86                  | /                        | 1,58             | 2,36                               |
| 9  | OECD                | 1,38                  | 0,33                     | 1,55             | 2,15                               |
| 10 | Združeno kraljestvo | 0,52                  | 0,08                     | 1,81             | 2,95                               |
| 11 | Irska               | 1,65                  | /                        | 0,80             | 2,91                               |
| 12 | Nemčija             | 1,32                  | 0,10                     | 0,99             | 2,64                               |
| 13 | Luksembourg         | 0,17                  | /                        | 3,22             | 1,51                               |
| 14 | Nizozemska          | 0,64                  | 0,00                     | 1,22             | 2,79                               |
| 15 | Francija            | 0,58                  | 0,34                     | 1,24             | 2,47                               |
| 16 | Švica               | 1,01                  | /                        | 1,24             | 2,23                               |
| 17 | Slovaška            | 0,90                  | 0,04                     | 1,46             | 2,05                               |
| 18 | Slovenija           | 0,77                  | 0,01                     | 1,54             | 1,97                               |
| 19 | Danska              | 0,91                  | 0,24                     | 0,95             | 2,13                               |
| 20 | Latvija             | 0,33                  | 0,01                     | 1,52             | 2,32                               |
| 21 | Kanada              | 0,34                  | 0,31                     | 1,8              | 1,58                               |
| 22 | Islandija           | 0,05                  | /                        | 1,30             | 2,61                               |
| 23 | Avstrija            | 1,06                  | 0,09                     | 0,9              | 1,92                               |
| 24 | Španija             | 0,32                  | 0,05                     | 1,7              | 1,74                               |
| 25 | Belgija             | 0,32                  | 0,01                     | 1,36             | 1,95                               |
| 26 | Italija             | 0,57                  | 0,01                     | 1,18             | 1,81                               |
| 27 | Poljska             | 0,45                  | 0,07                     | 1,28             | 1,75                               |
| 28 | Norveška            | 0,43                  | 0,39                     | 0,95             | 1,78                               |
| 29 | Portugalska         | 0,27                  | 0,07                     | 1,61             | 1,23                               |
| 30 | Grčija              | 0,17                  | 0,09                     | 2,39             | 0,45                               |
| 31 | Mehika              | 0,90                  | /                        | 1,75             | 0,11                               |
| 32 | Turčija             | 0,29                  | /                        | 1,31             | 1,09                               |

### IKT sektor v Sloveniji
Sektor IKT nudi ustrezno infrastrukturo za digitalno preoblikovanje gospodarstva (poslovnih procesov, razvoj programskih rešitev in novih poslovnih modelov) in družbe. Sestavljajo ga podjetja, ki se ukvarjajo s proizvodnjo informacijsko-komunikacijske tehnologije (proizvodni sektor IKT) in ki nudijo storitve IKT (storitveni sektor IKT).
V Sloveniji je sektor IKT v letu 2015 ustvaril 3.609 milijonov EUR prihodka od prodaje in 1.208 milijonov EUR dodane vrednosti.  V letu 2018 je IKT sektor v Sloveniji povečal prihodek od prodaje za 3,9% in za 4,7% povečal dodano vrednost. V primerjavi z letom 2017, je bilo v letu 2018 5% več zaposlenih in samozaposlenih, skupaj 27.680. 76% vseh podjetij IKT sektorja se je ukvarjalo s računalniškim programiranjem, svetovanjem ipd. 

## IKT razvojni indeks
IKT razvojni indeks (IDI) primerja stopnjo uporabe in dostopa do informacijsko-komunikacijske tehnologije v različnih državah po svetu. Leta 2014 je Mednarodna zveza za telekomunikacije (ITU) objavila najnovejšo lestvico IDI. Na prvem mestu je bila Danska, za njo pa Južna Koreja. Na lestvico top 30 uvršča večino držav z visokim dohodkom in nadpovprečno  kakovostjo življenja, kar vključuje države iz Evrope in drugih regij, kot so "Avstralija, Bahrajn, Kanada, Japonska, Macao, Nova Zelandija, Singapur in ZDA. Skoraj vse anketirane države so izboljšale svojo razvrstitev IDI."

## V izobraževanju
Organizacija Združenih narodov za izobraževanje, znanost in kulturo (UNESCO), oddelek Združenih narodov, je integrirala vključevanje IKT v izobraževanje kot del svojih prizadevanj za zagotavljanje pravičnosti in dostopa do izobraževanja. Unesco deli znanje o številnih načinih, kako lahko tehnologija olajša splošni dostop do izobraževanja, podpre razvoj učiteljev, poveča kakovost in ustreznost učenja, okrepi vključenost ter izboljša upravljanje in upravljanje izobraževanja.

### Mobilno učenje za begunce
Šolska okolja igrajo pomembno vlogo pri omogočanju učenja jezikov. Vendar pa so jezikovne ovire in ovire pri pismenosti, ki beguncem preprečujejo dostop in obiskovanje šole, predvsem zunaj taborišča. 
Aplikacije za učenje jezikov s pomočjo mobilnih naprav so ključna orodja za učenje jezikov. Mobilne rešitve lahko nudijo podporo izzivom jezika in pismenosti beguncev na treh glavnih področjih: razvoj pismenosti, učenje tujih jezikov in prevodi. Mobilna tehnologija je pomembna, saj je komunikacijska vaja za begunce in priseljence ključnega pomena, kajti se vključujejo v novo družbo in nov jezik. Dobro zasnovane dejavnosti mobilnega učenja jezika begunce povezujejo z običajnimi kulturami in jim pomagajo pri učenju v resničnem okolju.

### Države v razvoju

#### Afrika
IKT se v Podsaharski Afriki uporablja kot izobraževalno sredstvo od šestdesetih let dvajsetega stoletja. Začetek s televizijo in radio je razširil obseg izobraževanja iz učilnice v dnevno sobo in na geografska območja, ki so bila zunaj dosega tradicionalne učilnice. Ko se je tehnologija razvijala in se širše uporabljala, so se razširila tudi prizadevanja v Podsaharski Afriki. V devetdesetih letih so bila vložena velika prizadevanja za preskrbo računalniške strojne in programske opreme v šole, katerih cilj je bil učence in učitelje seznaniti z računalniki v učilnici. Od takrat več projektov skuša doseči nadaljevanje širitve dosega IKT v regiji, vključno s projektom One Laptop Per Child (OLPC), ki je do leta 2015 razdelil več kot 2,4 milijona prenosnih računalnikov med skoraj 2 milijona študentov in učiteljev.